# Тадж ол-Молук
Тадж ол-Молук Айромлу (перс. تاج‌الملوک آیرملو‎, азерб. Tacülmüluk Ayrımlı; 17 марта 1896, Баку, Российская Империя — 10 марта 1982, Акапулько, Мексика), урождённая Нимтадж Ханум (азерб. Nimtac Xanım) — королева Ирана, жена Реза Пехлеви, основателя династии Пехлеви в Иране, шаха Ирана с 1925 по 1941. Её имя означает «Корона короля» на фарси. Этническая азербайджанка. Фамилия Айромлу также иногда записывается как Айрумлу, Эйрумлу и Иромлу из-за ошибок в правописании во время их иммиграции в другие страны. Была потомком феодальной семьи из племени айрумов с Кавказа, дочерью бригадного генерала Теймур-хана Айрумлу.

## Биография
Тадж ол-Молук была первой королевой Ирана, игравшей общественную роль и занимавшей должность в обществе. Она играла важную роль в процессе упразднения чадры в Иране во времена правления её мужа. В 1934 году Реза Шах потребовал присутствия королевы и двух принцесс на официальной церемонии в Иранском учительском колледже. Все трое присутствовавших на церемонии были одеты в западные одежды, без чадр. Впоследствии шах опубликовал фотографии своей жены и дочерей; другим мужчинам было приказано снять чадры со своих жён и дочерей.
Её муж был низложен в 1941.
Тадж ол-Молук имела четырех детей: Шамс Пехлеви, Мохаммед Реза Пехлеви —  последний шах Ирана, его сестра-близнец Ашраф Пехлеви и Али Реза Пехлеви I.
Уехала из Ирана в 1979 году из-за Иранской революции. Умерла в Акапулько (Мексика), после долгой борьбы с лейкемией за неделю до своего 86-летия.

## Титулы
- 1896 — 1918: Нимтадж Айромлу
- 1918 — 1927: Госпожа Реза Пехлеви
- 1927 — 1941: Её Императорское Величество Королева Ирана
- 1941 — 1982: Её Императорское Величество мать короля Ирана
  - также использовалось: Нимтадж Ханум